# 김미자 (성우)
김미자(1960년 1월 27일 ~ )는 대한민국의 성우이다. 1982년 EBS에 입사했으며, 현재는 EBS 4기이다. 교육방송 성우극회 소속.

## 주요 출연작품

### 애니메이션
- 아기비버의 옛날 이야기 (EBS)
- 아빠비버의 옛날 이야기 (EBS)